# Ballistic, Sadistic
Ballistic, Sadistic è il diciassettesimo album in studio del gruppo musicale canadese Annihilator, pubblicato nel 2020.

## Tracce
1. Armed to the Teeth – 4:26
2. The Attitude – 4:02
3. Psycho Ward – 4:39
4. I Am Warfare – 4:46
5. Out with the Garbage – 4:27
6. Dressed Up for Evil – 4:41
7. Riot – 3:46
8. One Wrong Move – 4:36
9. Lip Service – 5:49
10. The End of the Lie – 4:16

## Formazione
- Jeff Waters - voce, chitarra, basso
- Fabio Alessandrini - batteria